# عائشة سلطان (كاتبة)
عائشة سلطان (ولدت في دبي 1962) كاتبة وناشرة إماراتية، ومؤسسة ومديرة «دار ورق للنشر والتوزيع» في دبي. صدر لها عدد من المؤلفات منها: كتاب (هوامش في المدن والسفر والرحيل)، و(في مديح الذاكرة).

## التعليم
- حاصلة على الماجستير في علوم الاتصال والإعلام.
- حاصلة على بكالوريوس في العلوم السياسية من جامعة الإمارات.[4]

## العمل
- عملت مديرة لإدارة البرامج السياسية في تلفزيون دبي من عام 2004 إلى عام 2010.[5]
- رأست القسم الثقافي بجريدة البيان من عام 1997 إلى عام 2004.[5]
- تكتب عموداً في صحيفة "البيان" بعنوان "أبجديات"، منذ العام 1996.[6]
- عضو مؤسس لجمعية الصحفيين الإماراتية ومؤسسة لمجموعة من أندية الكتب في الإمارات (صالون الكتاب، صالون المنتدى).
- عملت مدرسة لمادة التاريخ والجغرافيا للمرحلتين الاعدادية والثانوية في الإمارات من عام 1984إلى عام 1993.[7]

- عضو مجلس إدارة جائزة الصحافة العربية [5]
- نائبة رئيس مجلس الإدارة لاتحاد كتّاب وأدباء الإمارات[5]
- نائبة رئيس جمعية الإمارات لحقوق الإنسان [5]
- عضو جمعية الصحافيين الإماراتيين.[5]

## المؤلفات
| الكتاب                        | التاريخ | ملاحظات    |
| ----------------------------- | ------- | ---------- |
| أبجديات                       | 1998    |            |
| شتاء الحكايات                 | 2012    | [ 8 ]      |
| في مديح الذاكرة               | 2014    | [ 9 ]      |
| هوامش في المدن والسفر والرحيل | 2015    | أدب رحلات. |